# Seara Alimentos
Seara Alimentos es una empresa brasileña de alimentación que está especializada en la elaboración y distribución de productos cárnicos. La compañía fundada el 18 de noviembre de 1956 en la localidad de Seara, al oeste del estado de Santa Catarina.
La empresa se convirtió en la primera firma de carne porcina del país gracias a su negocio de exportación de carne y productos avícolas a otros continentes como Europa, Asia y Oriente Medio. A su vez, la compañía se especializó en el mercado brasileño y latinoamericano con productos como salchichas, panceta, hamburguesas, jamones, mortadelas y platos preparados entre otros. En 2009 la multinacional brasileña Marfrig, rival de Seara en la industria cárnica brasileña, se hizo con la compañía.
Seara también es conocida por su patrocinio de eventos deportivos. La empresa ha auspiciado al Santos Futebol Clube y de la selección de fútbol de Brasil. En 2010 fue uno de los patrocinadores oficiales de la Copa Mundial de Fútbol de 2010 celebrada en Sudáfrica, y en 2011 hizo lo propio con la Copa América, que se disputó en Argentina.